# Nyssodrysternum instabile
Nyssodrysternum instabile là một loài bọ cánh cứng trong họ Cerambycidae.